# The Celts
Albums de Enya
Shepherd Moons
(1991) The Memory of Trees
(1995)
The Celts est le 4e album de la chanteuse Enya sorti en 1992. Cet album est une version remasterisée de son 1er album sorti en 1987, sous le nom de Enya

## Liste des titres
1. The Celts (2 min 50 s)
2. Aldebaran (3 min 05 s)
3. I Want Tomorrow (4 min 02 s)
4. March of the Celts (3 min 10 s)
5. Deireadh an Tuath (1 min 43 s)
6. The Sun in the Stream (2 min 55 s)
7. To Go Beyond, Pt. 1 (1 min 20 s)
8. Fairytale (3 min 03 s)
9. Epona (1 min 36 s)
10. Triad: St. Patrick / Cú Chulainn / Oisin (4 min 25 s)
11. Portrait (Out of the Blue) (3 min 11 s)
12. Boadicea (3 min 30 s)
13. Bard Dance (1 min 23 s)
14. Dan y Dŵr (1 min 41 s)
15. To Go Beyond, Pt. 2 (2 min 50 s)

Musiciens
- Enya – Chant, piano, Roland Juno-60, Yamaha DX7, E-mu Emulator II, Synthétiseur Kurzweil
- Arty McGlynn – Guitare électrique
- Liam O'Flynn – Uilleann pipes
- Patrick Halling – violon